# Mount Thurman
Mount Thurman är ett berg i Antarktis. Det ligger i Västantarktis. Nya Zeeland gör anspråk på området. Toppen på Mount Thurman är 780 meter över havet, eller 294 meter över den omgivande terrängen. Bredden vid basen är 5,2 km.
Terrängen runt Mount Thurman är huvudsakligen kuperad, men åt nordväst är den platt. Trakten är obefolkad. Det finns inga samhällen i närheten.